# Yale (Oklahoma)
Yale és una ciutat dels Estats Units a l'estat d'Oklahoma. Segons el cens del 2000 tenia 1.342 habitants.

## Demografia
Segons el cens del 2000, Yale tenia 1.342 habitants, 529 habitatges, i 359 famílies. La densitat de població era de 569,4 habitants per km².
Dels 529 habitatges en un 32,1% hi vivien nens de menys de 18 anys, en un 51% hi vivien parelles casades, en un 10,6% dones solteres, i en un 32,1% no eren unitats familiars. En el 30,2% dels habitatges hi vivien persones soles el 14,6% de les quals corresponia a persones de 65 anys o més que vivien soles. El nombre mitjà de persones vivint en cada habitatge era de 2,47 i el nombre mitjà de persones que vivien en cada família era de 3,04.
Per edats la població es repartia de la següent manera: un 26,7% tenia menys de 18 anys, un 10,3% entre 18 i 24, un 25,6% entre 25 i 44, un 20% de 45 a 60 i un 17,5% 65 anys o més.
L'edat mediana era de 36 anys. Per cada 100 dones de 18 o més anys hi havia 88,1 homes.
La renda mediana per habitatge era de 23.403$ i la renda mediana per família de 30.714$. Els homes tenien una renda mediana de 26.630$ mentre que les dones 15.813$. La renda per capita de la població era de 11.346$. Entorn del 15,7% de les famílies i el 19,5% de la població estaven per davall del llindar de pobresa.

## Poblacions més properes
El següent diagrama mostra les poblacions més properes.